# Traedlos vivos
Bring 'Em Back Alive (Traedlos vivos en España o Las aventuras de Frank Buck en México) es una serie de televisión estadounidense, protagonizada por Bruce Boxleitner y emitida en la temporada 1982-1983. Su emisión se produjo a la estela del éxito de la película Raiders of the Lost Ark, con la que guarda cierta similitud.

## Argumento
Ambientada en el Lejano Oriente en 1939, la serie recrea las hazañas de un personaje real, Frank Buck (Bruce Boxleitner), quien enfrentado con contrabandistas y malhechores, lucha en la jungla malaya por evitar la caza furtiva de la fauna silvestre local. En su tarea cuenta con el apoyo de la cónsul de Estados Unidos, Gloria Marlowe (Cindy Morgan) y su fiel amigo Ali (Clyde Kusatsu).